# HD 224228
HD 224228 — звезда в созвездии Скульптора. Находится на расстоянии около 68,2 световых лет от Солнца.

## Характеристики
HD 224228 представляет собой оранжевый карлик главной последовательности. Это относительно молодая звезда — её возраст оценивается в 70 миллионов лет. Температура поверхности звезды приблизительно равна 4905 кельвинов.
Система HD 224228 принадлежит движущейся группе звёзд AB Золотой Рыбы, средний возраст элементов которой оценивается в 50 миллионов лет.